# Apu Nahasapeemapetilon
Apu Nahasapeemapetilon Jr., fil. dr, är en fiktiv gestalt i den amerikanska animerade TV-serien The Simpsons, spelad av Hank Azaria. Han har under en period gått under namnet Apu Slime Q. Slimedog. Hans familj bytte en gång namn till MacGillicuddy.

## Biografi
Efter att blivit den bästa av sju miljoner studenter på Calcutta Technical Institute flyttade han till Springfield för att studera i nio år på Springfield Heights Institute of Technology innan han doktorerade i datorvetenskap under professor Frink. Sju år efter att hans visum gått ut blev han amerikansk medborgare då han genomförde medborgarskapsprovet. Innan han genomförde testet hade han införskaffat ett falskt medborgarskap.
Han blev senare ägare till butiken Kwik-E-Mart i Springfield. Han säger sig jobba 18-22 timmar per dag, men har ändå tid över för både hustrun Manjula och deras åttlingar Anoop, Uma, Nabendu, Poonam, Priya, Sandeep, Shashi och Gheet ("Mammas klara favorit"). Apu är hindu och är högst troligen av tamilsk härkomst, med tanke på sitt efternamn. Han har uppgett att han under ett år blev skjuten åtta gånger. Han flydde en gång från familjen under namnet Steve Barnes till Indien och öppnade en butik där.
Han blev bortlovad till Manjula redan som barn, och blev förälskad i henne först när de skulle planera bröllopet. Han har dock varit otrogen med Annette som levererade Squishee till Kwik-E-Mart och det slutade med att han blev utkastad av sin hustru och flyttade in till Springfield Bachelor Apts. Apu fick senare komma tillbaka efter att han gjort slut med  Annette, fått henne att sluta leverera till butiken, gått ner i vikt, medverkat i en skämtteckning i The New Yorker, bytt efternamn, burit en namnskylt, ätit en glödlampa, skådespelat i My Fair Lady och lagat förgasaren. Han var också medlem i Homers band The Be Sharps och är vän med Linda och Paul McCartney. Han påstår att han är vegan och dricker inte ens mjölk. men i många avsnitt äter han kött.
Trots att han har varit med länge i serien, hävdar han att han inte pratar engelska ordentligt. I ett annat avsnitt säger han att han lär sig engelska från en porrtidning.

## Skapande
Apus förnamn är en hyllning till huvudpersonen i Apu trilogy. Hans efternamn, Nahasapeemapetilon (uttalas Nah-HAHS-ah-PIMA-pet-uh-lin), blev först nämnt i avsnittet "A Streetcar Named Marge". Efternamnet är en parafras av det fullständiga namnet på Jeff Martins (en av simpsonsförfattarna) klasskamrat, Pahasadee Napetilon. Ursprungligen ansågs det att Apu som en indier var alltför kränkande och var på väg att ändras, men Hank Azarias behandling av repliken "Hello, Mr Homer" fick ett stort skratt från författarna, så begreppet stannade. Han tog Apus röst från de många indiska snabbköps-biträdena i Los Angeles. Apu är också löst baserad på Peter Sellers karaktär Hrundi V Bakshi från filmen Oh, vilket party, som Azaria anser har en liknande personlighet som Apu.

### Kända citat
"Thank you come again!"